# هيروكي ايزوكا
هيروكي ايزوكا (باليابانية: 飯塚祐紀؛ بالكانا: いいづか ひろき) هو لاعب شوغي ‏ ياباني، ولد في 2 أبريل 1969 في طوكيو في اليابان.